# Окуловка
- Оку́ловка — город в России, административный центр Окуловского муниципального района Новгородской области.

## География
Город расположен на Валдайской возвышенности, на реке Перетна, притоке реки Мсты в 153 км от Великого Новгорода, в 249 км от Санкт-Петербурга и в 400 км от Москвы. Площадь города составляет 46 км², протяженность с севера на юг — 8,5 км, с запада на восток — 5,4 км. Ближайший к Окуловке город — Боровичи (37 км на восток). Железнодорожная станция Окуловка Октябрьской железной дороги является остановкой высокоскоростных экспрессов «Сапсан» и других пассажирских поездов.
На реке Перетне имеется Обреченская ГЭС с водохранилищем, полезный объём которого составляет около 16—18 млн м³. В 1,5 км ниже её находится «Нижнее» водохранилище и «Верхний» гидроузел. В этом месте плотина создает подпор уровня Перетны для производственного водозабора из пруда, расположенного на территории Окуловской бумажной фабрики. Полезный объём водохранилища 0.15 млн м³.
Начиная отсюда Перетна принимает характер горной реки и на протяжении последующих 5 км имеет среднее падение 10 метров на 1 км. Один из участков русла Перетны, обладая уникальными природными характеристиками, используется для проведения всероссийских соревнований по гребному слалому.

### Климат
Преобладает умеренно континентальный климат. Самый холодный месяц в году — январь, его средняя температура −10,0 °C, а самый тёплый месяц — июль, имеющий среднюю температуру +16,6 °C.
Среднегодовое количество осадков — 645 мм.

## История

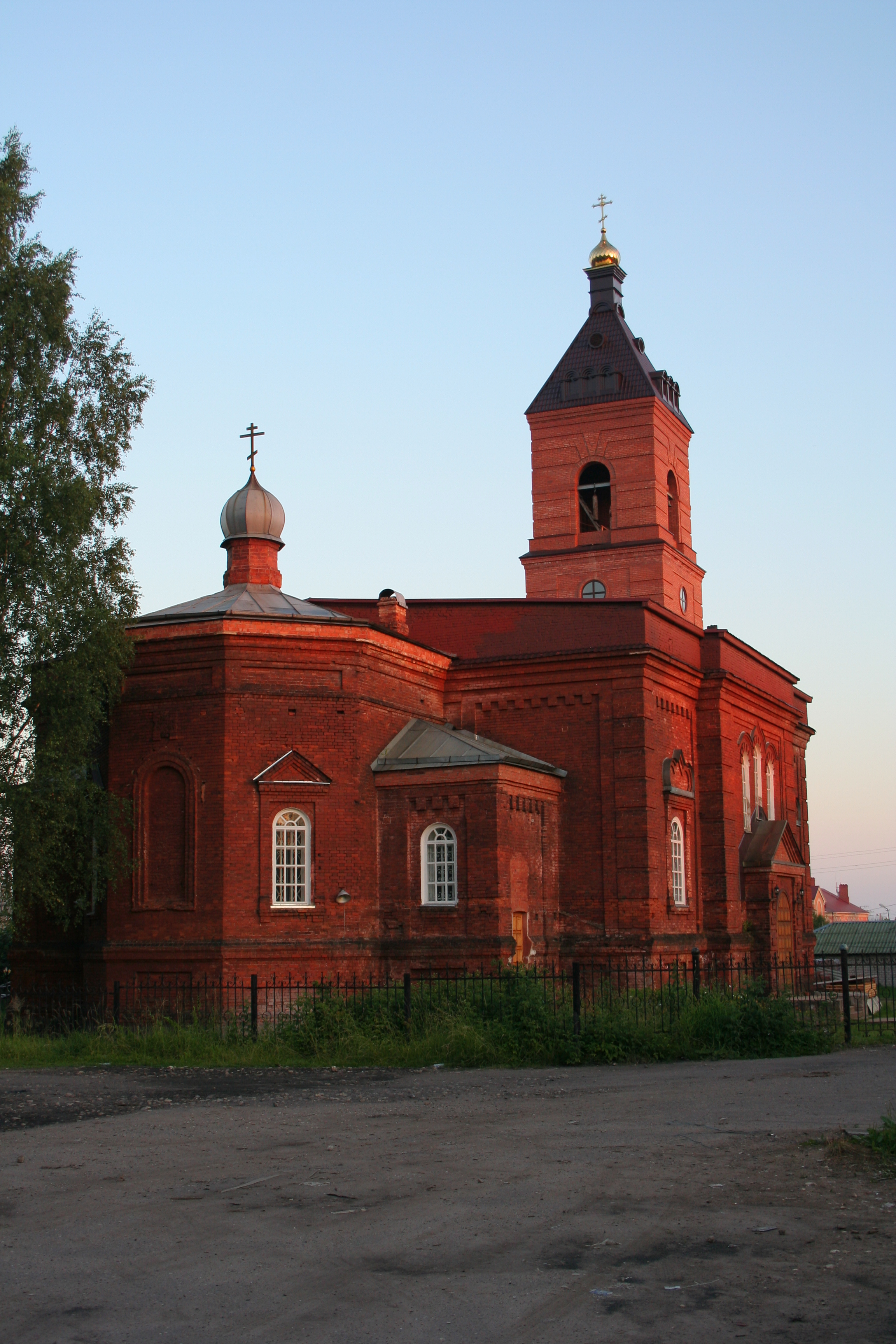
Церковь Александра Невского в Окуловке

Впервые Окуловка упоминается в писцовой книге Деревской пятины Новгородской земли около 1495 года (относится к Полищскому погосту). С 1851 года, железнодорожная станция Николаевской железной дороги.
В 1856 году на берегу реки Перетны в Окуловке была построена бумажная фабрика.
Первым в России сульфитцеллюлозным заводом было предприятие, построенное здесь же в 1883 г. «Товариществом Окуловских писчебумажных фабрик В. И. Пасбург». Благодаря большому объёму производства окуловских фабрик, использованию дешёвой гидроэнергии, низкой цене на корневой лес, стоимость производства древесной массы на этих предприятиях была наименьшей в России. Себестоимость 1 пуда окуловской древесной массы в начале XX в. составляла 70 копеек, тогда как средняя себестоимость на российских заводах — 1 рубль за пуд.
Успешная предпринимательская деятельность В. И. Пасбурга в области целлюлозно-бумажной промышленности началась в некоторой степени случайно. В 1856 г. он, владелец московских предприятий по производству сахара, купил на реке Перетна Крестецкого уезда «совершенно неустроенную» маленькую бумажную фабрику для производства упаковки сахарных голов. Эффективное использование энергии реки Перетна, удобное транспортное расположение фабрики и квалифицированный менеджмент специалиста по бумажному производству, директора фабрики Е. Ф. Рейнера, обеспечили её дальнейший расцвет и лидерство в целлюлозно-бумажной отрасли. «Товарищество Окуловских писчебумажных фабрик В. И. Пасбург» входило в число крупнейших российских ассоциированных землевладельцев (на 1914 г.).
До конца 1926 года Окуловка — центр Окуловской волости Маловишерского уезда Новгородской губернии, а с 1921 года в том числе и Северо-Западной области, куда вошла целиком и вся территория Новгородской губернии. С 1 января 1927 года Окуловка — административный центр Окуловского района Боровичского округа Ленинградской области. Решением Президиума ВЦИК от 25 июня 1928 года населённые пункты Окуловка и Парахино-Поддубье были преобразованы в рабочие посёлки. С образованием 5 июля 1944 года Новгородской области оба посёлка, как и весь Окуловский район, вошли в её состав. С апреля 1963 года по январь 1965 года оба посёлка входили в Маловишерский промышленный район.
В декабре 1964 года Новгородский облисполком принял решение о слиянии рабочих посёлков Окуловка и Парахино-Поддубье в город Окуловка. Решение было утверждено Указом Президиума Верховного Совета РСФСР 12 января 1965 года. Эта дата стала считаться днём рождения города.

## Население
| 1926    | 1931    | 1939    | 1959    | 1967    | 1970    | 1979    | 1989    | 1992    | 1996    | 1998    | 2000    |
| ------- | ------- | ------- | ------- | ------- | ------- | ------- | ------- | ------- | ------- | ------- | ------- |
| 2923    | ↗3400   | ↗5504   | ↗7682   | ↗20 000 | ↘19 194 | ↗19 291 | ↘17 197 | ↘16 900 | ↘16 400 | →16 400 | ↘15 500 |
| 2001    | 2002    | 2003    | 2005    | 2006    | 2007    | 2008    | 2009    | 2010    | 2011    | 2012    | 2013    |
| ↘15 200 | ↘14 470 | ↗14 500 | ↘13 700 | ↘13 400 | ↘13 100 | ↘12 800 | ↘12 548 | ↘12 464 | ↗12 500 | ↘11 933 | ↘11 587 |
| 2014    | 2015    | 2016    | 2017    | 2018    | 2019    | 2020    | 2021    |         |         |         |         |
| ↘11 330 | ↘11 052 | ↘10 735 | ↘10 470 | ↘10 275 | ↘10 011 | ↘9772   | ↗9949   |         |         |         |         |

На 1 января 2025 года по численности населения город находился на 941-м месте из 1124 городов Российской Федерации.

### Население в начале XX века
- станция Окуловка — 205 дворов, 257 домов, 1 716 жителей;
- соседняя деревня Окуловская — 185 жителей;
- близлежащий выселок Окуловка — 141 житель;
- погост Окуловка 10 жителей;
- близлежащая усадьба господ Сипель «Окуловка» — 11 жителей.

## Транспорт

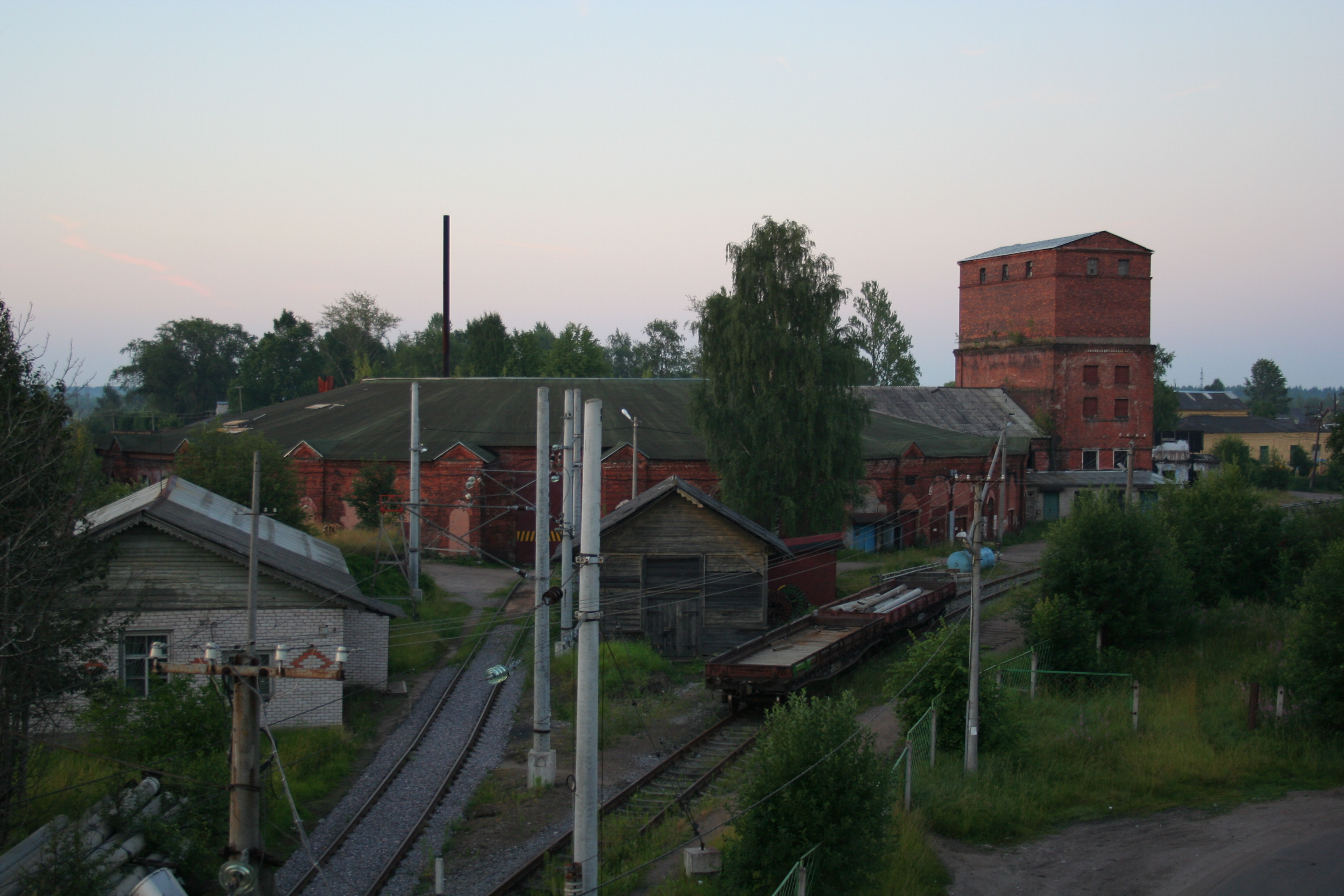
Бывшее локомотивное депо

Железнодорожная станция — Окуловка
Пригородные электропоезда:
- Окуловка — Малая Вишера
- Окуловка — Бологое
- Окуловка — Неболчи

Междугородные автобусы:
- Новгород — Пестово
- Новгород — Боровичи
- Новгород — Хвойная
- Окуловка — Валдай

## Известные люди, побывавшие в Окуловке
- Л. Н. Толстой, известный русский писатель побывал в 1879 году в имении своей тёщи Л. А. Берс.
- Ю. Н. Рерих родился здесь в период, когда его отец Н. К. Рерих проводил раскопки, результаты и открытия которых вошли в «Золотой фонд» Императорского Русского Археологического Общества.
- И. И. Левитан, великий русский живописец запечатлел на века виды прежней окуловской природы в пейзажах «Последние лучи солнца», «Сумерки», «Стога. Сумерки», «Избы», «Летний вечер», «Озеро (Русь)».
- Н. А. Римский-Корсаков, великий русский композитор работал здесь в своём имении в 1901—1903 гг. над оперой «Кощей Бессмертный» и «Сказание о невидимом граде Китеже и деве Февронии».
- С. В. Рахманинов, великий русский композитор отдыхал в Окуловке.
- О. Ф. Берггольц, выдающаяся советская поэтесса. Здесь у неё родилась идея написания книги «Дневные звёзды». Природа Окуловского района стала для неё зримым образом и символом Родины.
- М. Кузмин, С. Ауслендер, Н. С. Гумилёв любили отдыхать здесь.
- Путешественник Николай Николаевич Миклухо-Маклай родился в деревне Языково вблизи Окуловки.
- писатель И. С. Соколов-Микитов приезжал в Окуловку в конце 30-х гг. и отдыхал в деревне Перетно[27].

## Памятники
- В советское время были установлены памятники В. И. Ленину и С. М. Кирову. В настоящее время уход за памятниками отсутствует.
- 12 сентября 2002 года в ограде церкви св. Александра Невского в Окуловке открыт памятный знак жертвам политических репрессий[28].
- 16 августа 2007 год а в Окуловке состоялось открытие памятника, посвященного выдающемуся востоковеду, лингвисту, филологу и путешественнику Ю. Н. Рериху.
- В 1990-х годах установлен памятник родившемуся между Окуловкой и Угловкой, в селе Языково, Н. Н. Миклухо-Маклаю.
- 17 октября 2015 года у железнодорожного вокзала был установлен памятник советскому рок-музыканту Виктору Цою[29].

## Достопримечательности
- Окуловский краеведческий музей им. Н. Н. Миклухо-Маклая;
- Храм святого благоверного князя Александра Невского;
- Часовня Варлаама Хутынского;
- В 1964 году в районе Окуловского ЦБК была построена плотина, которая позже, вследствие высокого паводка 1966 года, была разрушена[источник не указан 347 дней]. На этом месте с 2008 года существует Слаломный канал[30]. Длина канала составляет около 500 метров, перепад высоты на данном участке — примерно 12 метров. На уникальном в России канале проводятся тренировки сборной страны и чемпионаты России во гребному слалому. Вместе с находящимися неподалёку в Горной Мсте Боровицкими порогами это делает данную местность меккой водного туризма Центральной России.

## Культура
С 2017 года на территории бывшего окуловского аэродрома проходил ежегодный рок-фестиваль «Кинопробы».
В 2019 году стало известно, что проведение фестиваля отменено. По официальной версии, «инвестор потерял интерес к развитию территории и вышел из проекта». На 2025 год проект по-прежнему закрыт.

## Спорт
В Окуловке действует МАУ ДО "Спортивная школа г. Окуловка". История спорт школы началась в 1961 году с подписания распоряжения Окуловскогорайсполкома о создании детско-юношеской спортивной школы. Спортивная школа дважды становилась призером в областном конкурсе на лучшее учреждение дополнительного образования детей физкультурно-спортивной направленности.Культивируется семь видов спорта, где занимается более 500 учащихся. Самые высокие результаты в спортивной школе имеют виды спорта: тяжелая атлетика, дартс, лыжные гонки.
МАУ ДО «ДЮСШ г.Окуловка» включает в себя четыре отделения:
– по игровым видам спорта – дартс, настольный теннис;
– по командным игровым видам спорта – баскетбол, футбол;
– по спортивным единоборствам – бокс;
– по циклическим скоростно-силовым видам спорта и многоборьям - лыжные гонки, тяжелая атлетика.
В городе имеется освещённая лыжная трасса, на которой бесплатно катаются все желающие, тренируются юные спортсмены, а также проводятся соревнования регионального уровня, в том числе Чемпионат и Первенство Новгородской области по лыжным гонкам.
В 2015 году в Окуловке был торжественно открыт Региональный центр гребного слалома, который стал первым подобным спортивным объектом в России. На нём ежегодно проводятся всероссийские соревнования по гребному слалому.

## Галерея

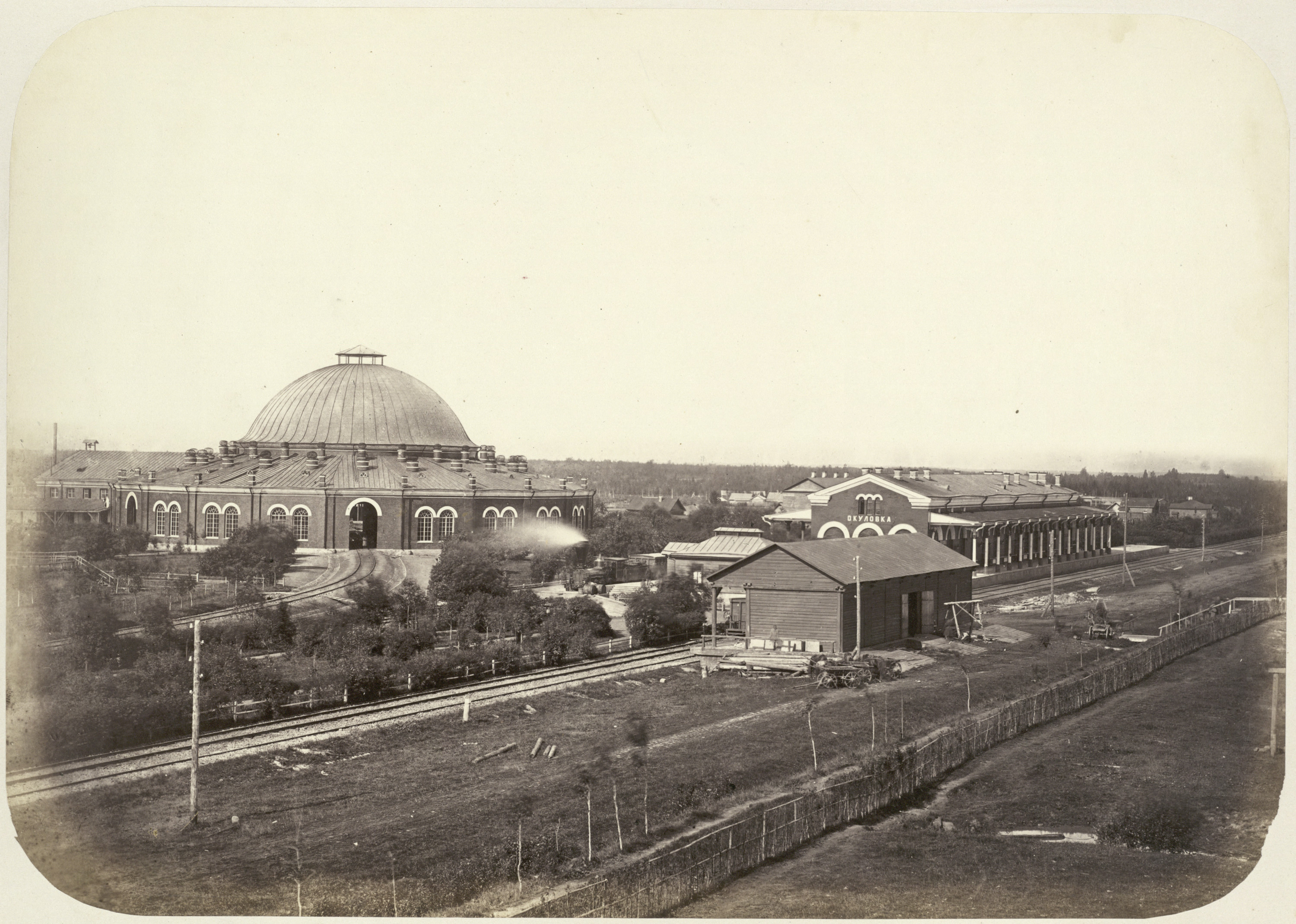
Станция и локомотивное депо
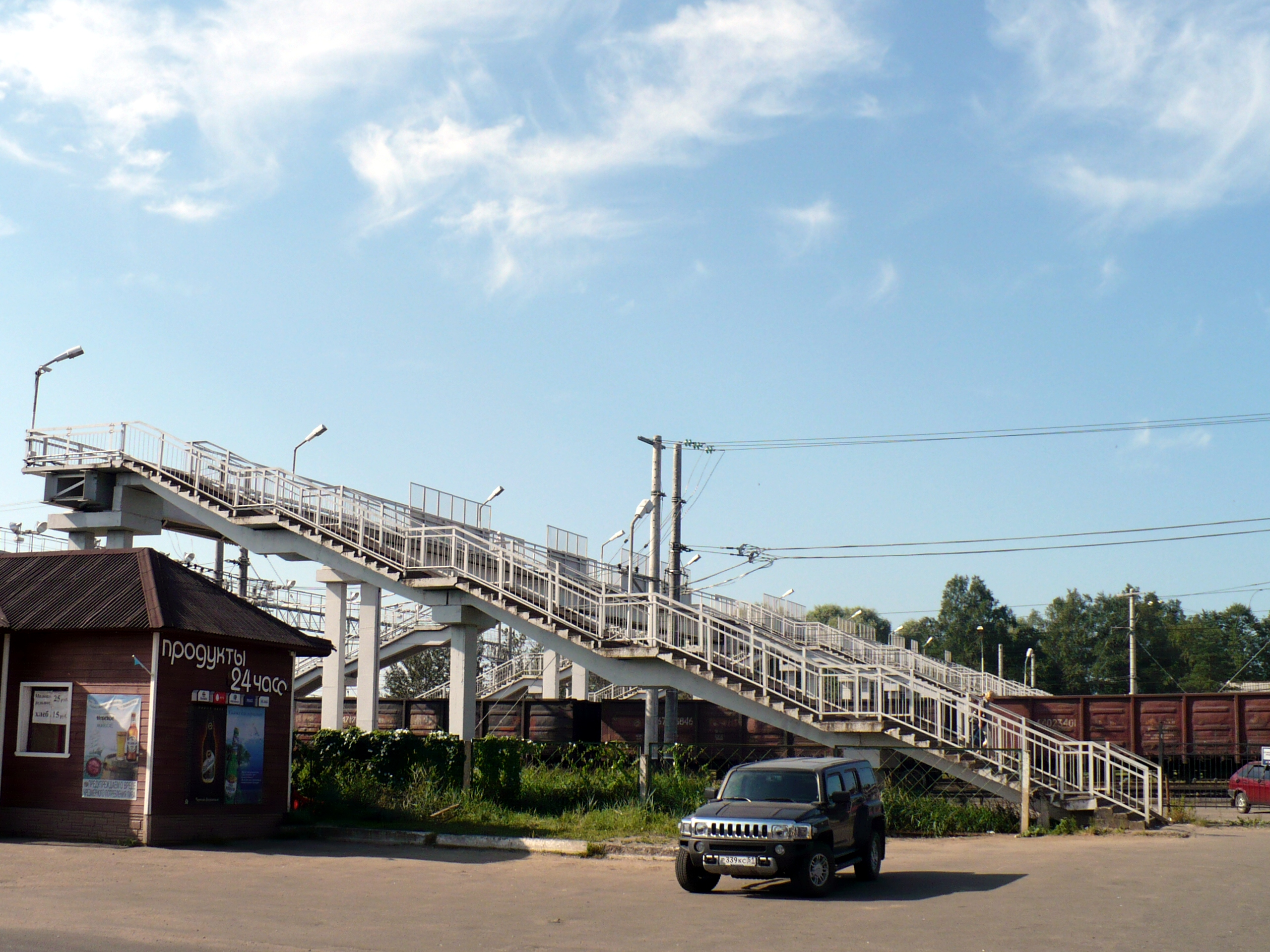
Пешеходная система над железнодорожными путями
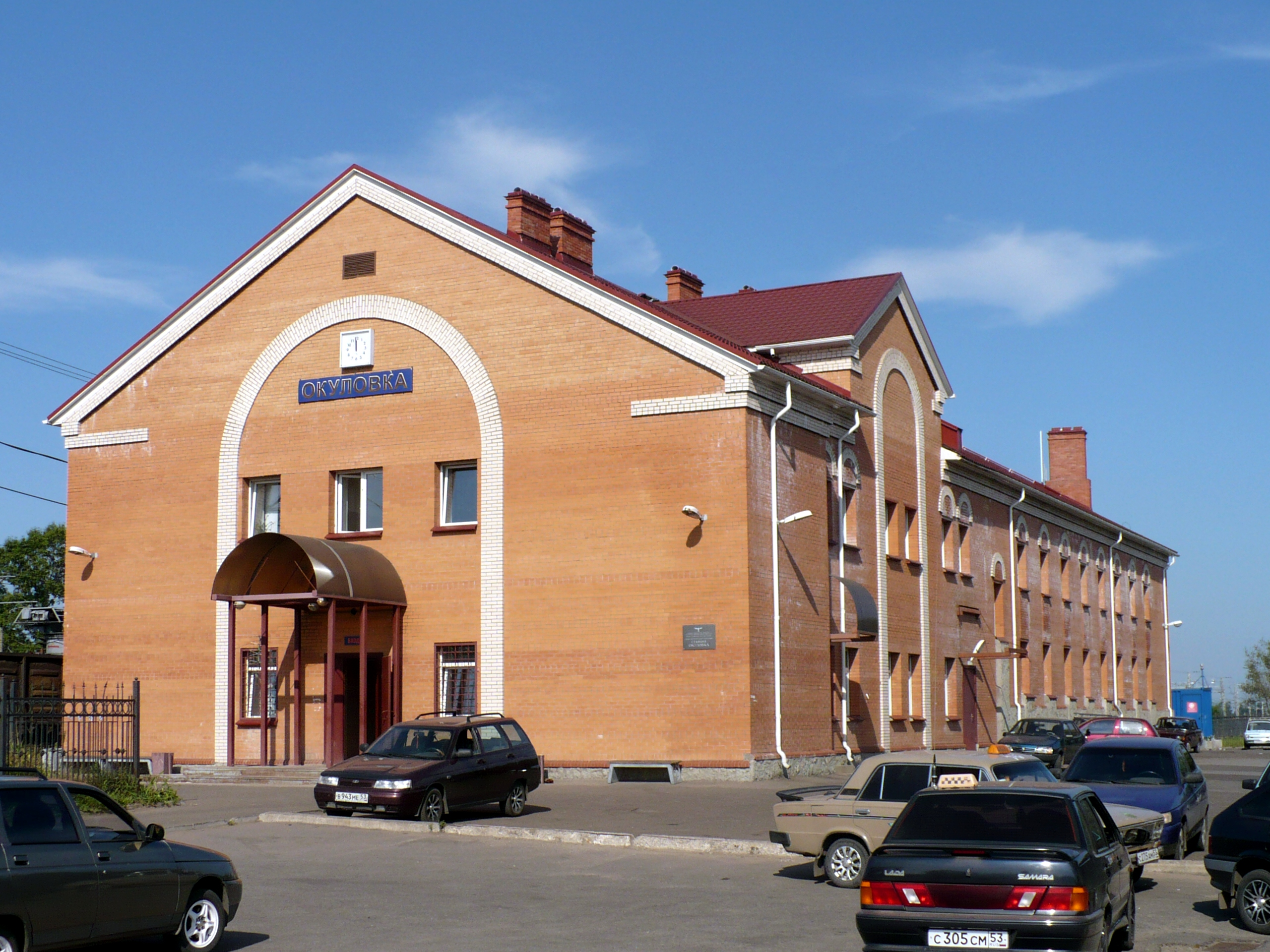
Новое здание окуловского железнодорожного вокзала
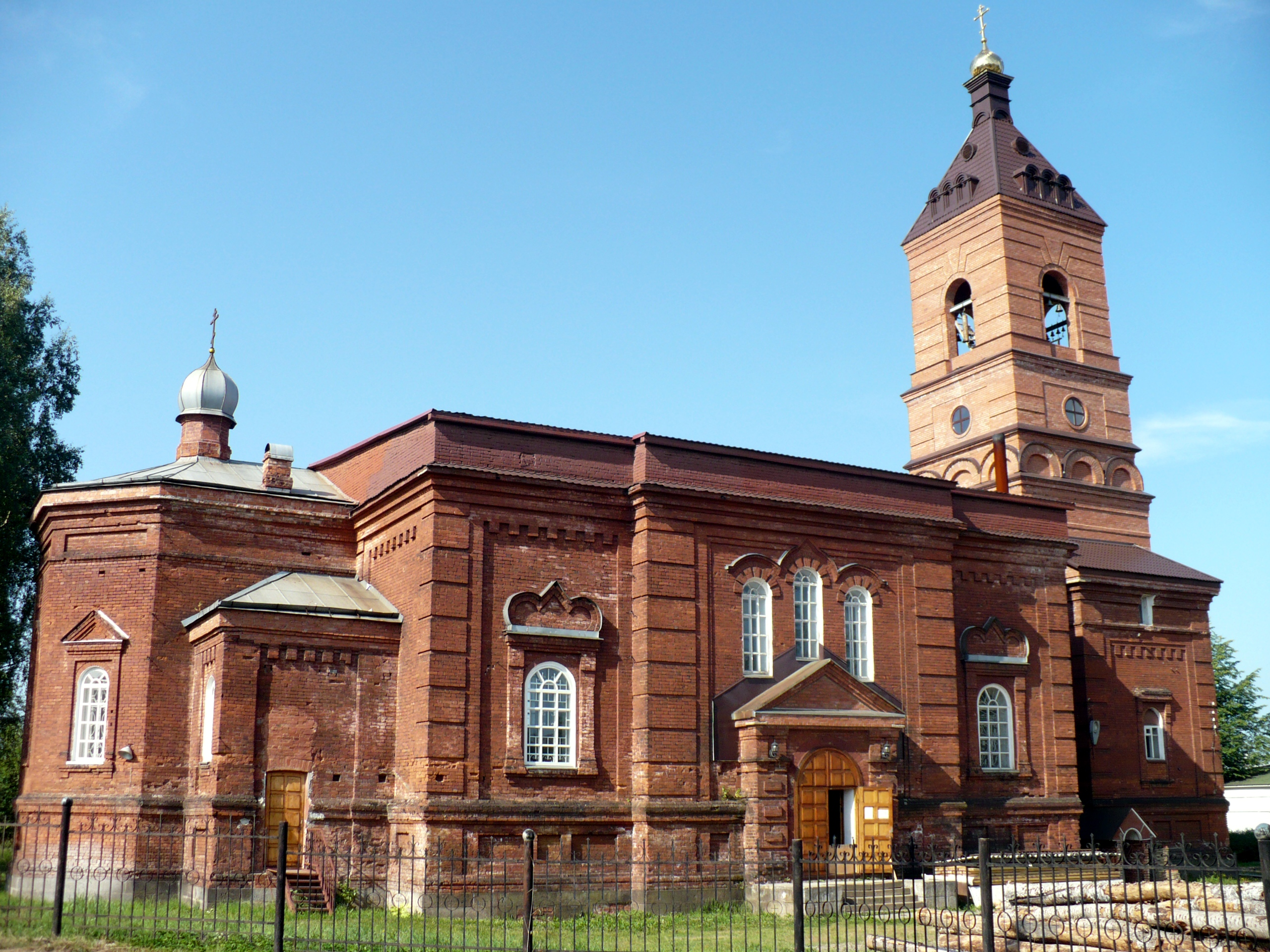
Церковь Александра Невского
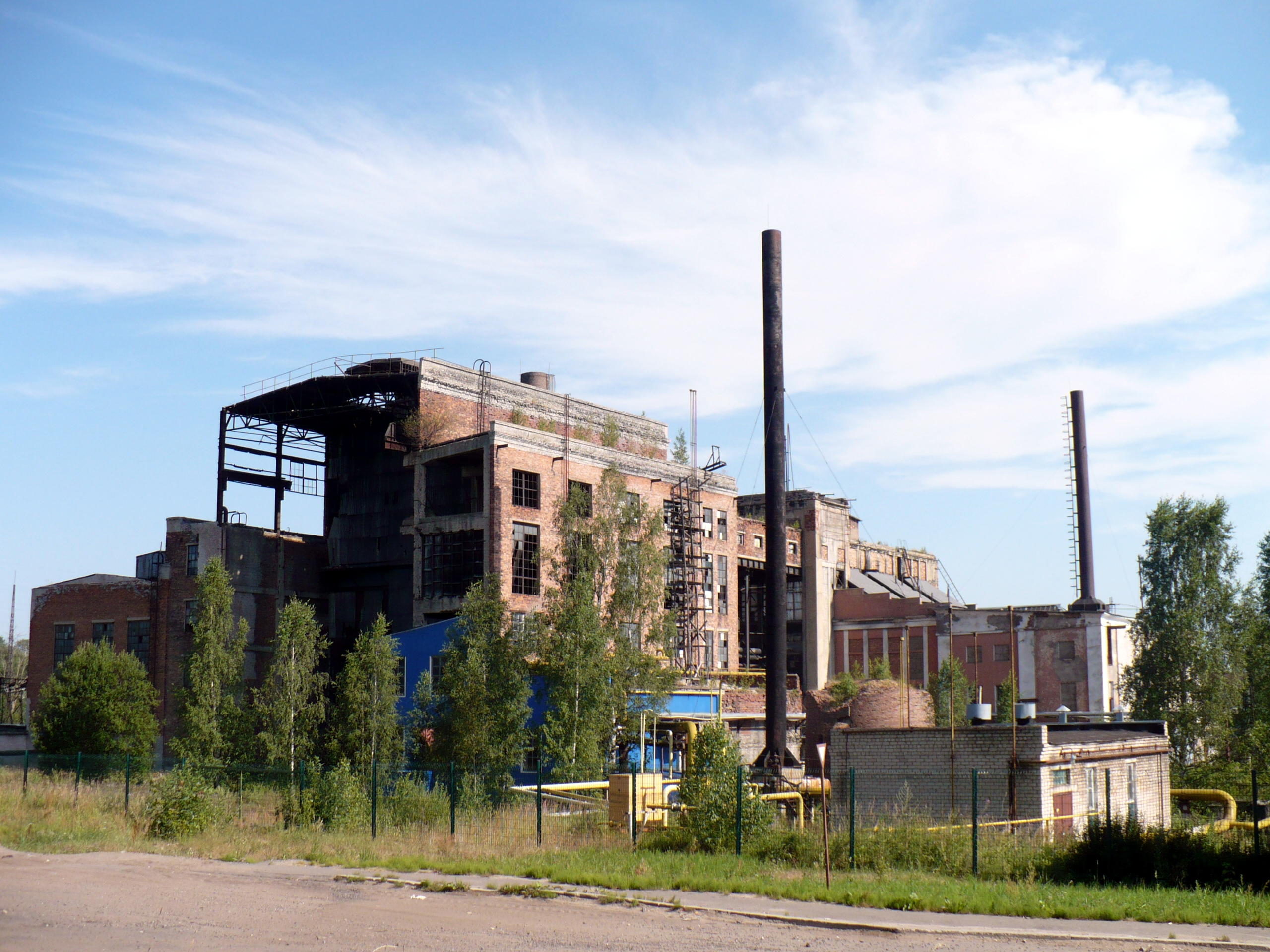
Окуловская бумажная фабрика (1906—1908, архитектор А. В. Кузнецов)
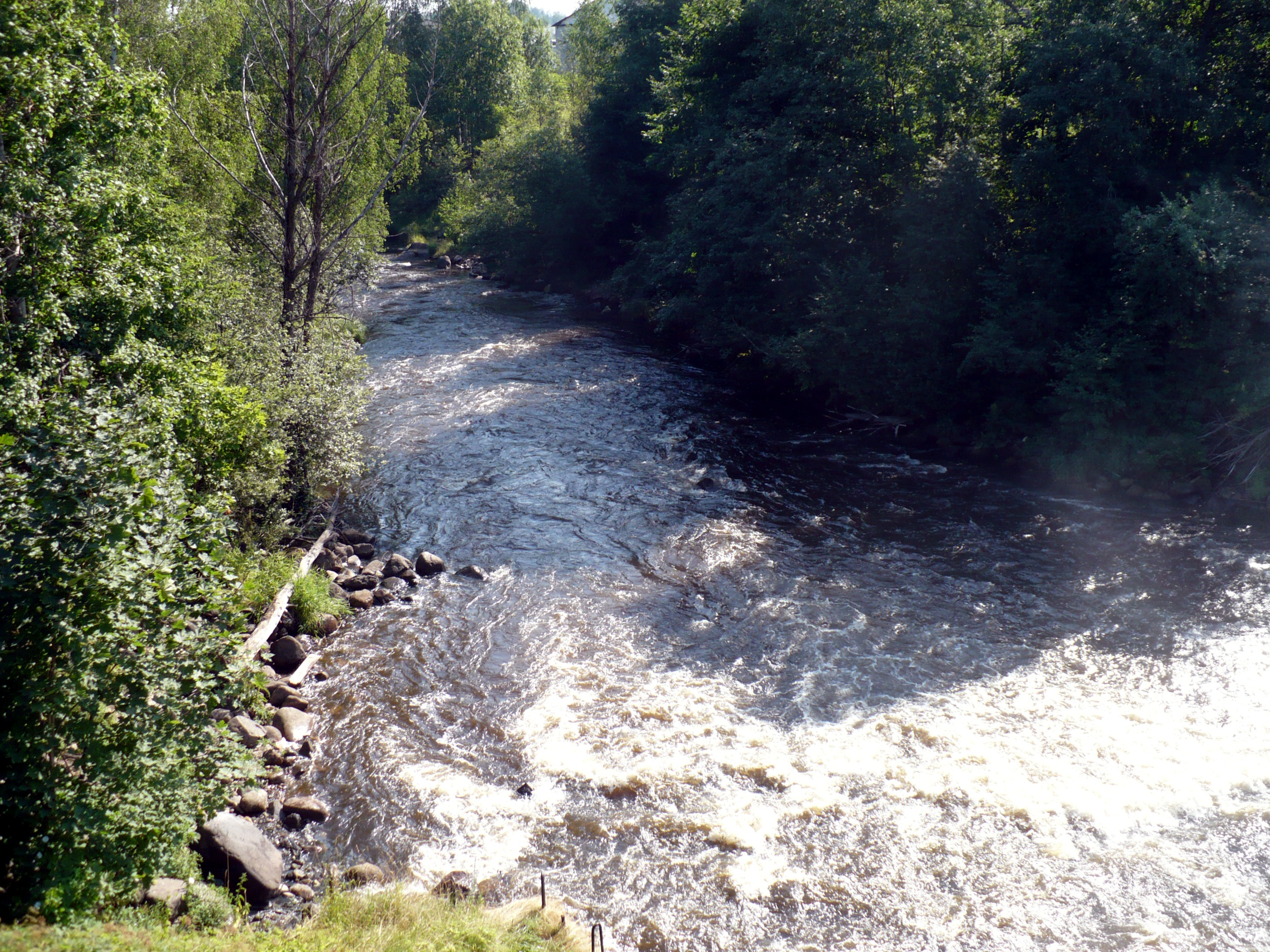
Река Перетна (вид с моста в Окуловке по течению)
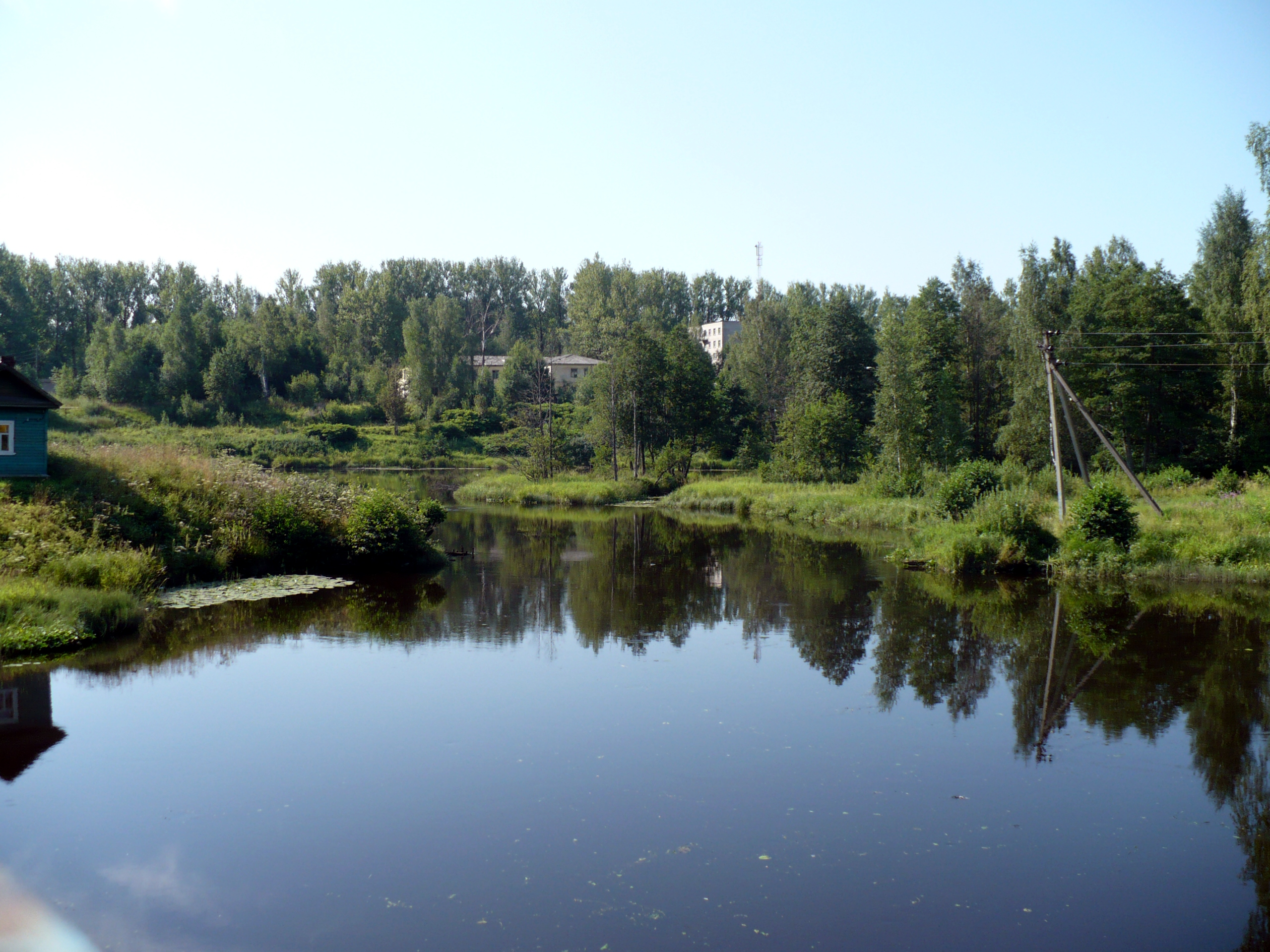
Река Перетна (вид с моста в Окуловке против течения)
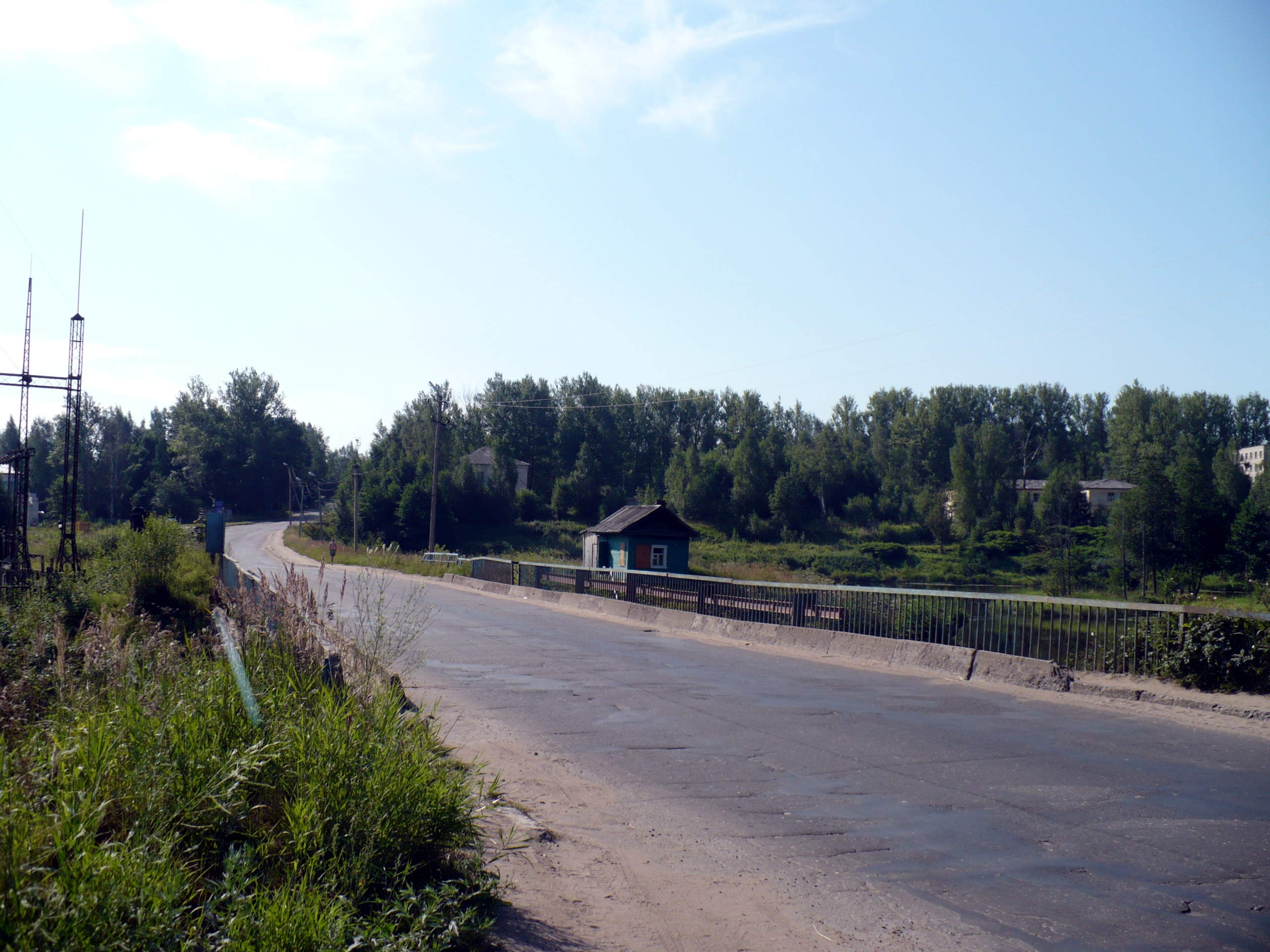
Мост через р. Перетна
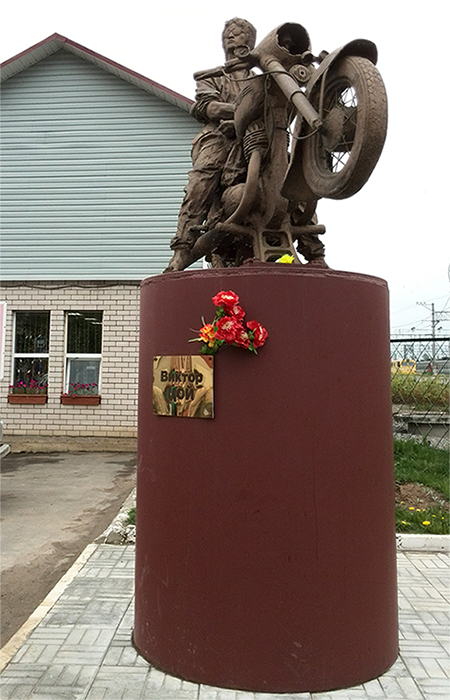
Памятник Виктору Цою у железнодорожного вокзала
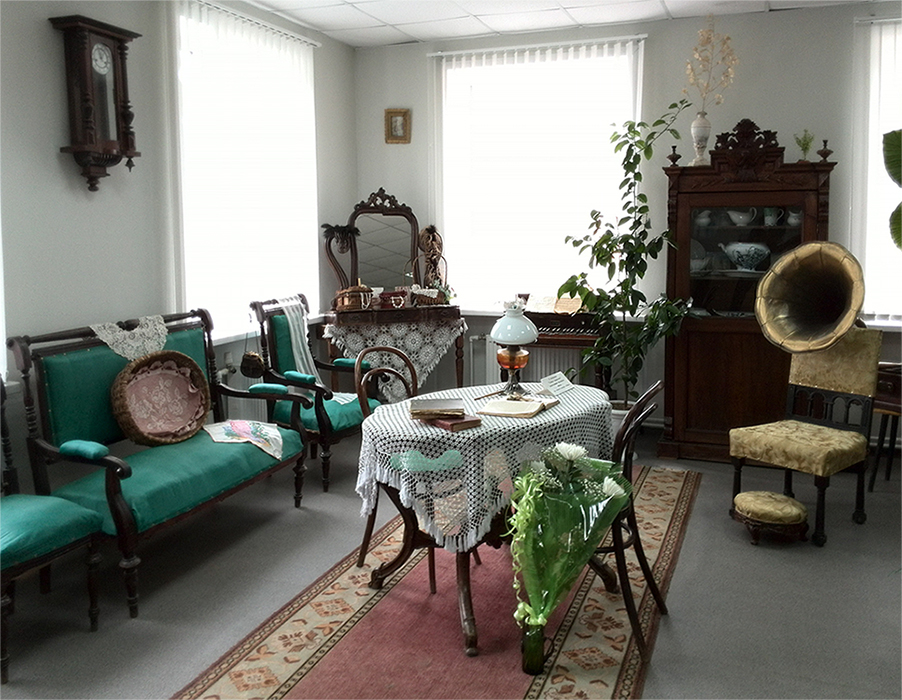
Экспозиция Окуловского районного краеведческого музея им. Н. Н. Миклухо-Маклая
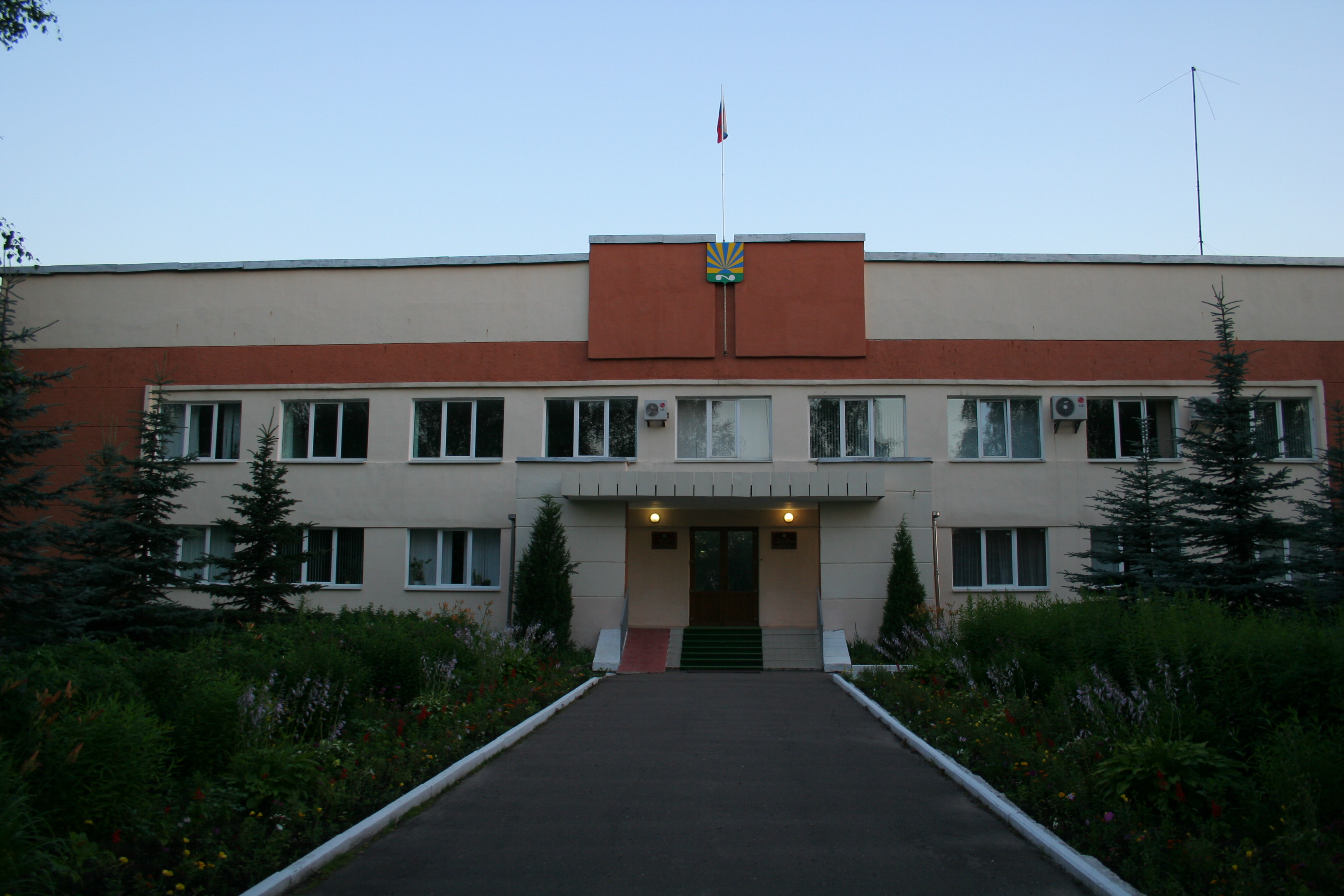
Администрация Окуловского муниципального района
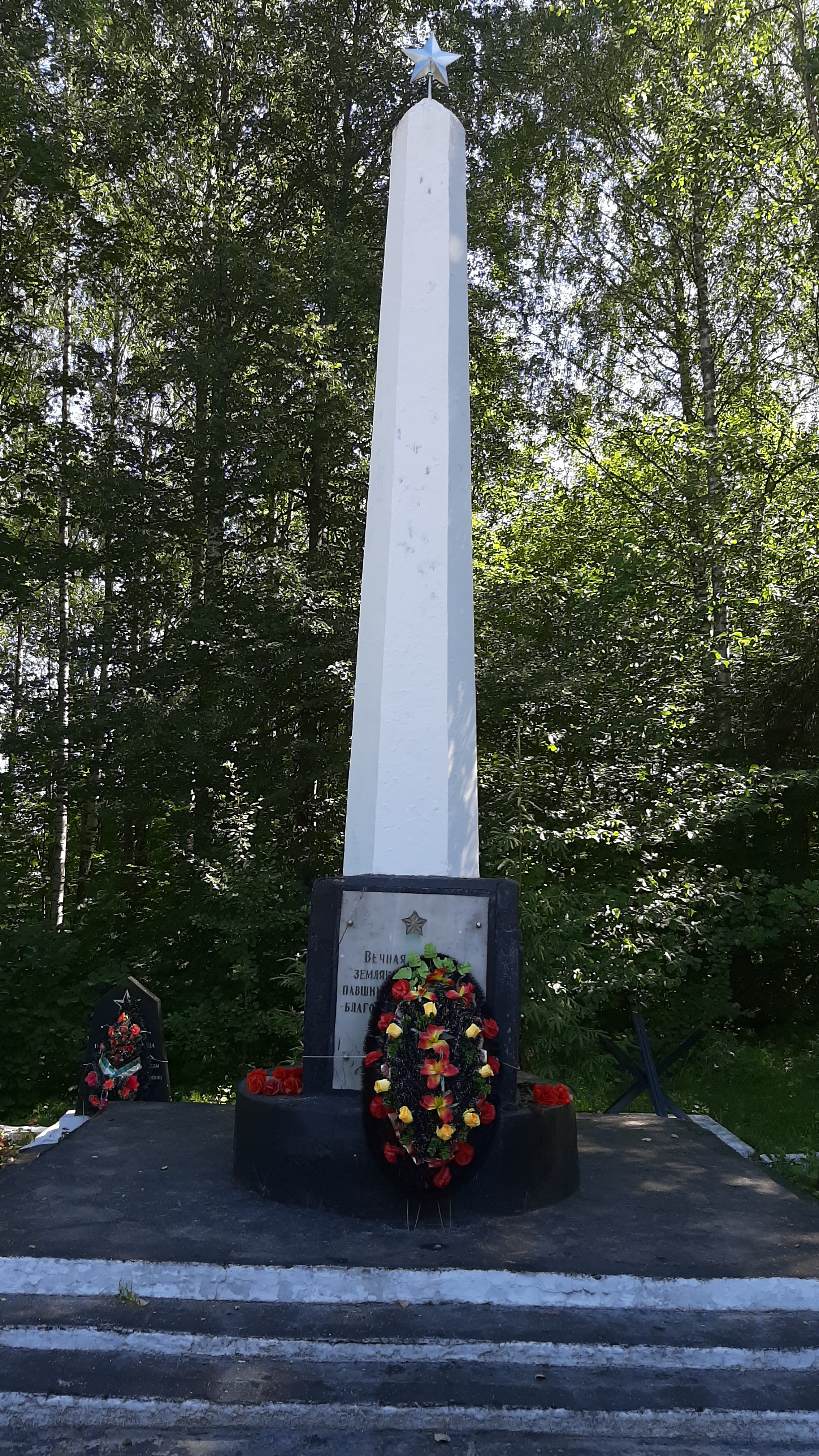
Воинский мемориал "Вечная слава героям, павшим в боях за Родину"
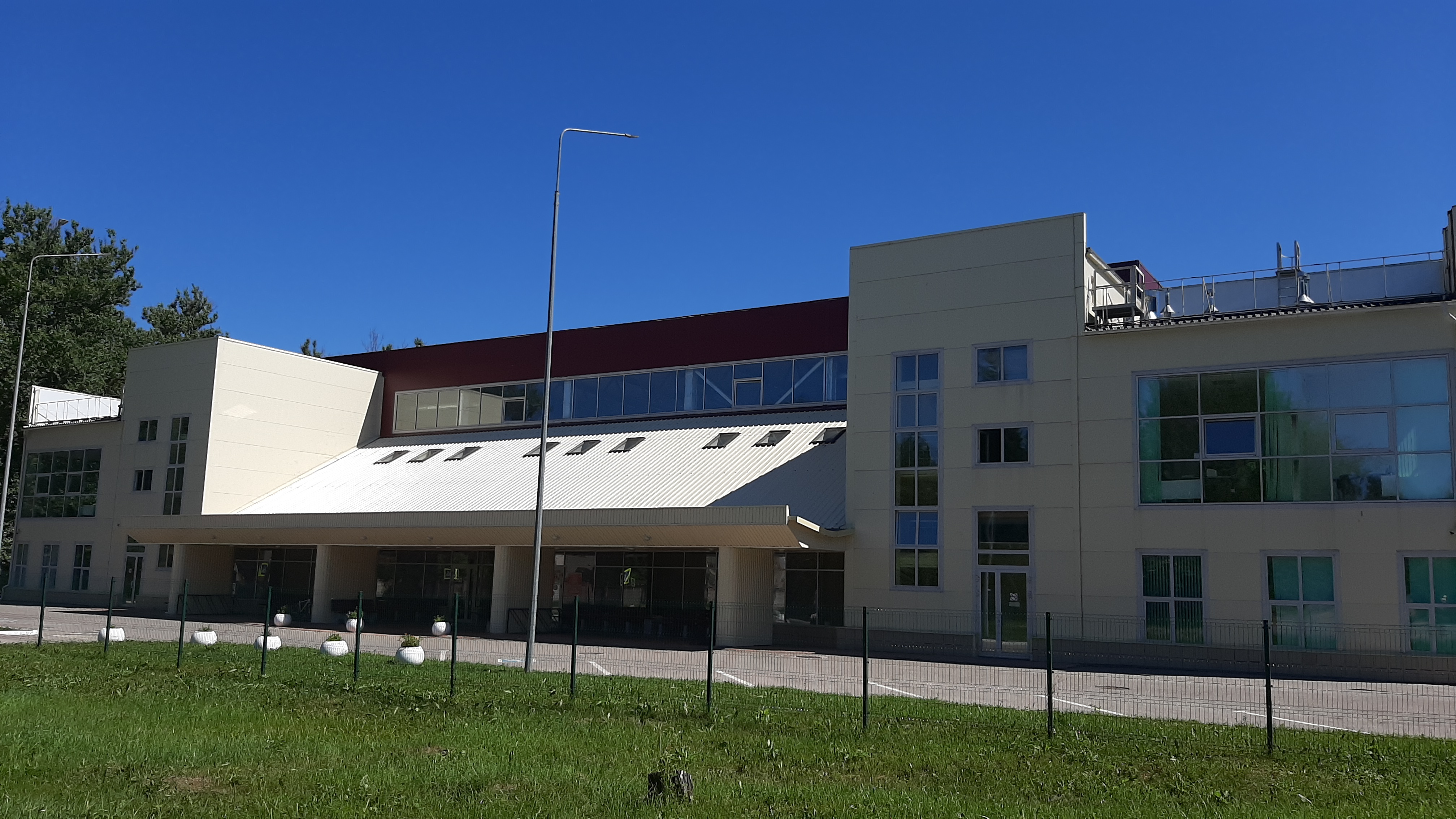
Физкультурно-оздоровительный центр
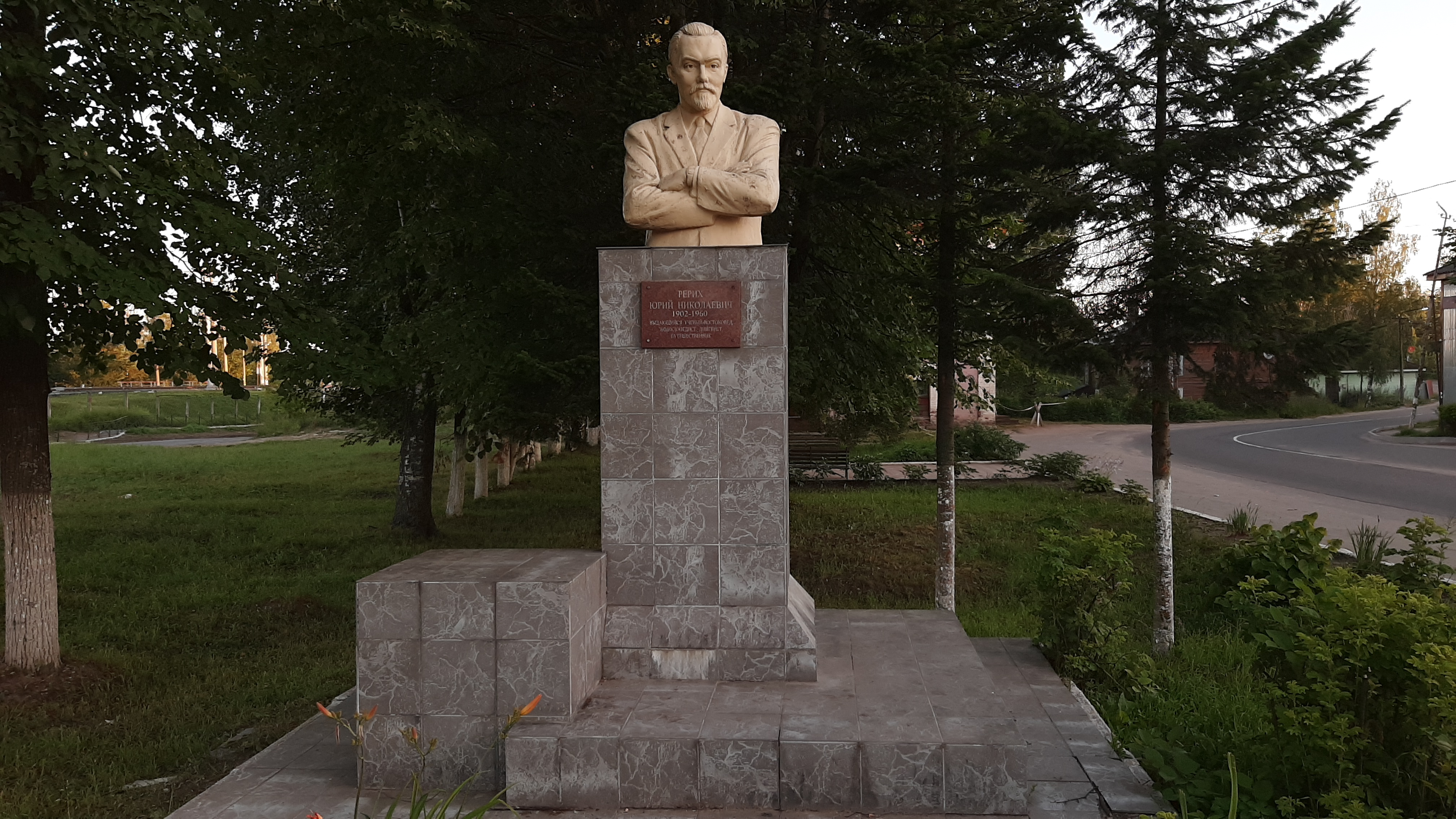
Памятник востоковеду Ю.Н.Рериху
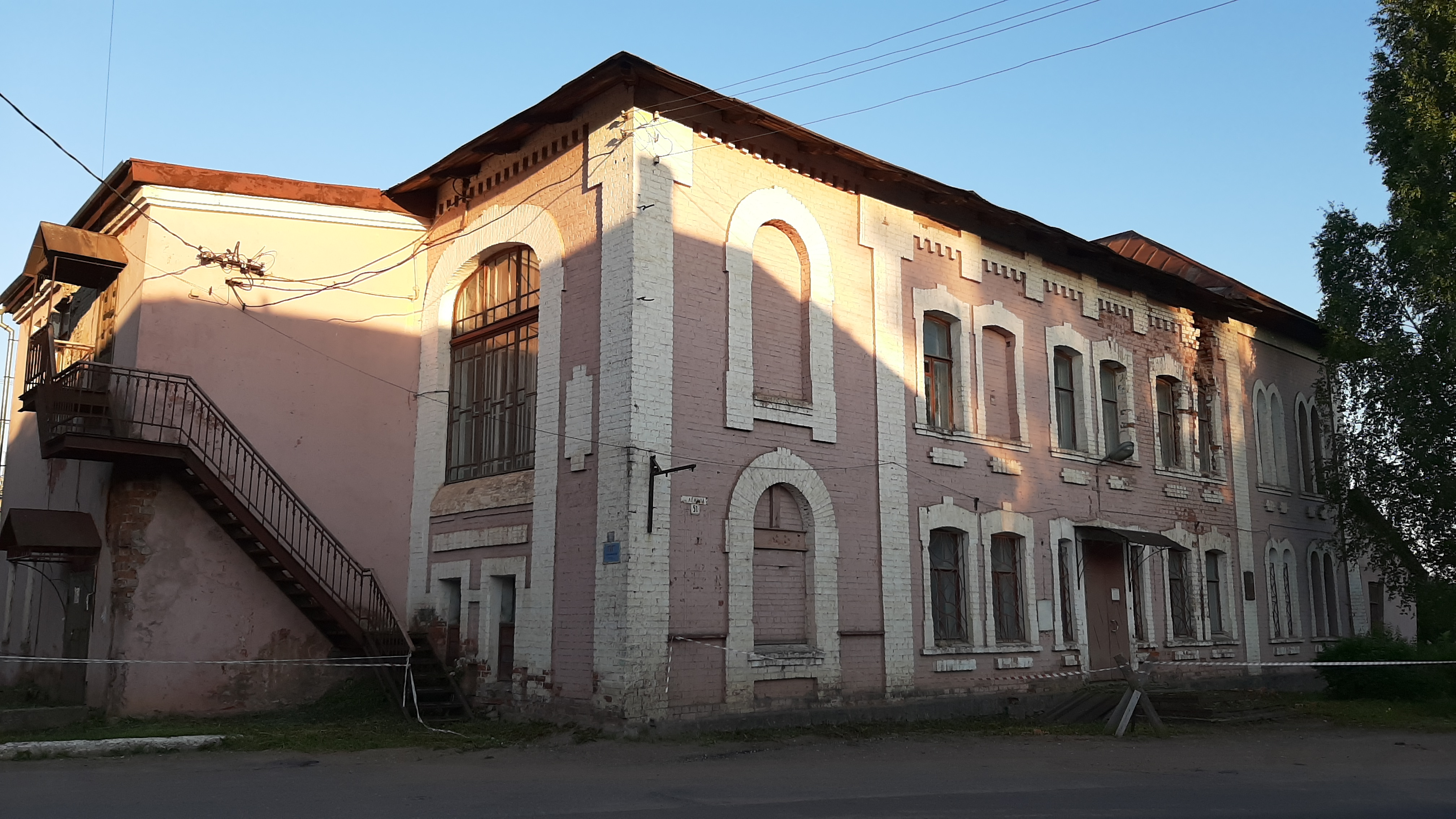
Купеческий клуб XIX века (2021 год)
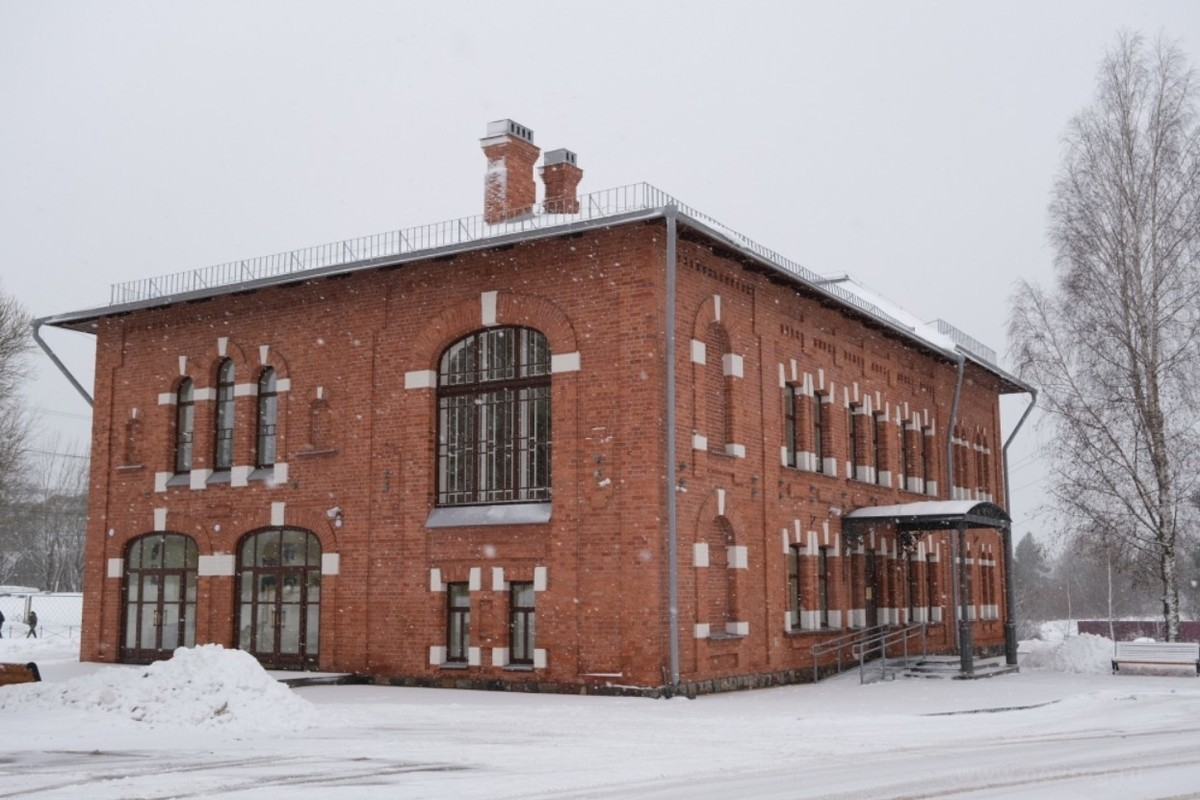
Центр творческого развития (отреставрированный купеческий клуб)